# Antarctoneptunea
Antarctoneptunea là một chi ốc biển, là động vật thân mềm chân bụng sống ở biển trong họ Buccinidae.

## Các loài
Các loài trong chi Antarctoneptunea gồm có:
- Antarctoneptunea aurora (Hedley, 1916)[2]